# National Trust
The National Trust for Places of Historic Interest or Natural Beauty, ofte kaldet blot National Trust, er en velgørenhedsorganisation grundlagt i 1895, der arbejder for bevaring af smukke eller historisk interessante bygninger og naturområder i England, Wales and Nordirland. Organisationen opererer ikke i Skotland, hvor der findes en uafhængig National Trust for Scotland.
Organisationen ejer over 350 historiske bygninger, haver, parker, naturreservater og fortidsminder, 1.151 km kystlinje og 254.000 ha land og er blandt de største ejendomsbesiddere i Storbritannien. De fleste besiddelser er åbne for publikum.
National Trust er med 3,6 mio. medlemmer den største medlemsorganisation i Storbritannien. 55.000 frivillige bidrager årligt med 3 mio. timers frivilligt arbejde. Organisationen er blandt landets største velgørenhedsorganisationer opgjort efter både indtægter og aktiver. Af organisationens samlede årlige indtægter på 357,2 mio. pund stammer 100,3 mio. pund fra medlemskontingenter og yderligere 47,1 mio. pund fra testamenter (pr. 2007).

## Mest besøgte ejendomme
The Trust's 2021–2022 Annual Reports lists all properties open at charge with more than 50,000 visitors. 

| Nr. | Ejendom            | Placering          | Besøgende |
| --- | ------------------ | ------------------ | --------- |
| 1   | Attingham Park     | Shropshire         | 562,873   |
| 2   | Cliveden           | Buckinghamshire    | 543,751   |
| 3   | Dunham Massey Hall | Greater Manchester | 506,534   |
| 4   | Clumber Park       | Nottinghamshire    | 489,257   |
| 5   | Calke Abbey        | Derbyshire         | 440,966   |
| 6   | Fountains Abbey    | North Yorkshire    | 389,511   |
| 7   | Belton House       | Lincolnshire       | 355,679   |
| 8   | Stourhead          | Wiltshire          | 350,894   |
| 9   | Anglesey Abbey     | Cambridgeshire     | 339,355   |
| 10  | Kingston Lacy      | Dorset             | 319,820   |
|     |                    |                    |           |